# أنو 2205
أنو 2205 (بالإنجليزية: Anno 2205)‏ هي لعبة فيديو من نوع إستراتيجية الوقت الحقيقي، صدرت في 3 نوفمبر 2015، وهي متوفرة على أجهزة ويندوز. اللعبة من تطوير يوبي سوفت ومن نشر يوبي سوفت.

## وصلات خارجية
- أنو 2205 على موقع IMDb (الإنجليزية)

- الموقع الرسمي